# کوستاس استافیلیدیس
کوستاس استافیلیدیس (یونانی: Κώστας Σταφυλίδης؛ زادهٔ ۲ دسامبر ۱۹۹۳) بازیکن فوتبال اهل یونان است که در پست مدافع و هافبک بازی می‌کند.
از باشگاه‌هایی که در آن بازی کرده‌است می‌توان به باشگاه فوتبال آگسبورگ، باشگاه فوتبال بایر ۰۴ لورکوزن، باشگاه فوتبال پائوک، و باشگاه فوتبال فولام اشاره کرد.
وی همچنین در تیم‌های ملی فوتبال زیر ۲۱ سال یونان و یونان بازی کرده‌است.